# Abejones
Abejones est une municipalité et une ville de l'État de Oaxaca, au Mexique. Elle couvre une superficie de 122,48 km2 et compte 882 habitants en 2015.